# Андріївська сільська рада (Черняхівський район)
Андріївська сільська рада (1925—1960 рр. — Андрієво-Українська сільська рада) — колишня адміністративно-територіальна одиниця та орган місцевого самоврядування у Черняхівському районі Волинської округи, Київської і Житомирської областей УРСР та України з адміністративним центром у с. Андріївка (до 1960 року — у с. Андріїв-Український).

## Населені пункти
Сільській раді були підпорядковані населені пункти:
- с. Андріївка

## Населення
Кількість населення ради, станом на 1923 рік, становила 1 594 особи, кількість дворів — 256.
Кількість населення сільської ради, станом на 1924 рік, становила 1 659 осіб.
Відповідно до результатів перепису населення 1989 року, кількість населення ради, станом на 12 січня 1989 року, становила 770 осіб.
Станом на 5 грудня 2001 року, відповідно до перепису населення України, кількість мешканців сільської ради становила 585 осіб.

## Склад ради
Рада складалась з 12 депутатів та голови.

### Керівний склад сільської ради
| ПІБ                            | Основні відомості                                                             | Дата обрання | Дата звільнення |
| ------------------------------ | ----------------------------------------------------------------------------- | ------------ | --------------- |
| Чепель Тетяна Дмитрівна        | Сільський голова, 1964 року народження, освіта, член народної партії          | 26.03.2006   | 31.10.2010      |
| Гудемчук Олександр Миколайович | Сільський голова, 1964 року народження, освіта незакінчена вища, безпартійний | 31.10.2010   | 25.10.2020      |

Примітка: таблиця складена за даними джерела

## Історія
Раду утворено 1923 року в селі Андріїв Бежівської волості Житомирського повіту. 18 лютого 1923 року до складу ради включено колонії Андріївка та Комарівка Ворівської сільської ради Черняхівського району. 21 серпня 1924 року кол. Комарівку було передано до складу Коритищенської сільської ради. Від 28 вересня 1925 року до 8 червня 1960 року — Андрієво-Українська сільська рада.
28 квітня 1926 року кол. Андріївка була виділена в окрему сільську раду. 11 серпня 1954 року ця рада була ліквідована, с. Андріївка та хутір Пекарщина приєднані до складу Андрієво-Української сільської ради. 2 вересня 1954 року х. Пекарщина передано до складу Мокренщинської сільської ради Черняхівського району.
Станом на 1 вересня 1946 року Андрієво-Українська сільська рада входила до складу Черняхівського району Житомирської області, на обліку в раді перебувало с. Андріїв-Український.
8 червня 1960 року, відповідно до рішення Житомирського облвиконкому «Про перейменування деяких сільських рад в районах області», сільську раду було перейменовано на Андріївську в зв'язку з перенесенням адміністративного центру ради з с. Андріїв-Український до с. Андріївка.
Станом на 1 січня 1972 року сільська рада входила до складу Черняхівського району Житомирської області, до складу ради входило с. Андріївка.
Виключена з облікових даних 17 липня 2020 року. Територію та с. Андріївка, відповідно до розпорядження Кабінету Міністрів України № 711-р від 12 червня 2020 року «Про визначення адміністративних центрів та затвердження територій територіальних громад Житомирської області», включено до складу Черняхівської селищної територіальної громади Житомирського району Житомирської області.